# Amour Patrick Tignyemb
Amour Patrick Tingyemb est un footballeur camerounais né le 14 juin 1985.

## Carrière
- 2003-2005 : Tonnerre Yaoundé  Cameroun
- 2006-2008 : Cotonsport Garoua  Cameroun
- 2008-2019 : Bloemfontein Celtic  Afrique du Sud